# Nequerofrés
Nequerofrés (em grego clássico: Necherophres) ou Sanaquete (em egípcio: Ḥr-S3.nḫt; romaniz.: Sanaḫt), geralmente identificado como Nebecá (Nebka), foi um faraó da III dinastia egípcia. A posição entre os dois nomes (Sanaquete e Nebecá) na ordem de sucessão ainda é duvidosa. Contudo, o nome Sanaquete é atestado em monumentos contemporâneos pelo seu nome Hórus.
O egiptólogo americano Toby Wilkinson afirma que outros nomes de Nequerofrés são incertos, apesar do fragmento do selo da mastaba K2 em Beite Calafe mostre que o sereque do rei está voltado para o fundo do cartucho. Como o sinal na parte inferior do cartão lembra o antigo sinal de cá, o nome foi restaurado para Nebecá e usado como o nome nswt-bity de Hórus Sanaquete.

## Reinado

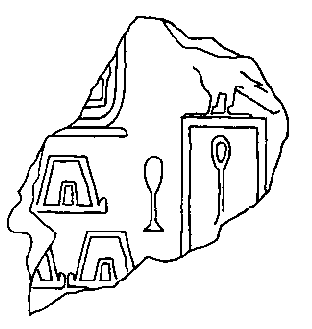
Fragmento de selo de argila com o sereque de Nequerofrés da mastaba K2 em Beite Calafe

Segundo o Cânone de Turim e com o historiador Manetão, Nebecá foi o antecessor de Joser, que fundou a III dinastia. Porém, outras listas reais não o mencionam, enquanto o Papiro Westcar menciona Nebecá depois de Joser e de Huni. As fontes arqueológicas contradizem este relato, colocando Nequerofrés após Joser, mais no final da dinastia e antecedido por Huni.
Se neste caso a identificação de Nequerofrés com Nebecá for exata e que o Cânone se extraviou do rei, então pode-se confirmar que Nequerofrés tenha reinado por 19 ou 20 anos.

## Identidade

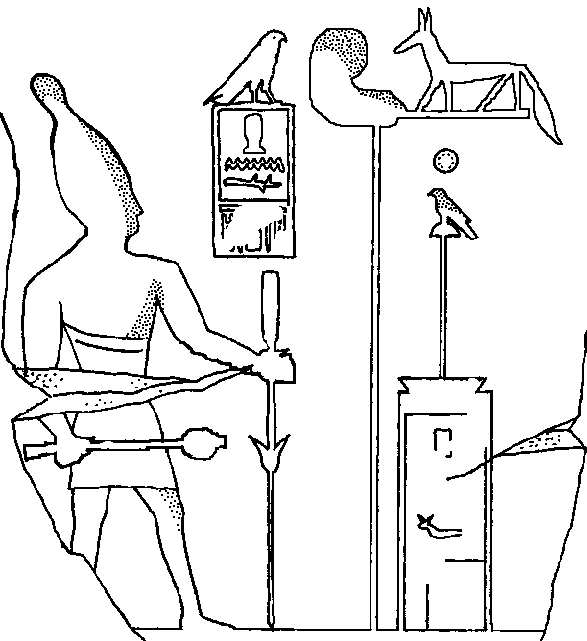
Representação do relevo de Nequerofrés encontrado em Uádi Magaré

Existem alguns problemas com o reinado de Nequerofrés e sua cronologia. O nome de Nequerofrés (Hórus Sanaquete) não pode ser definitivamente vinculado a nenhum dos nomes mencionados na lista do rei. Com base na fonte da parte que contém o nome Nequerofrés e a palavra terminada com o elemento cá, alguns estudiosos acreditam que Nequerofrés é o nome de Hórus do rei Nebecá conhecido apenas na lista dos reis. No entanto, o símbolo cá faz parte de uma palavra que soletra mefecate, que significa "turquesa", que é o principal mineral que os egípcios procuravam na Península do Sinai.
Egiptólogos como John D. Degreef, Nabil Swelim e Wolfgang Helck são contra igualar Nebecá a Nequerofrés. Referem-se ao fato de que o nome "Nebecá" não está atestado em nenhum monumento nem em nenhum documento anterior a Djoser. Em vez disso, Nabil Swelim identifica Nebecá com o nome de Hórus Cabá. Ele ainda identifica Nequerofrés com um rei Mesócris mencionado por Manetão, considerando isso como uma forma helenizada do nome do trono de Nequerofrés. Ele datou o reinado de Nequerofrés entre o sétimo e o oitavo rei da III dinastia.
Jürgen von Beckerath, Wolfgang Helck, Dietrich Wildung e Peter Kaplony propuseram que o nome de Hórus de Nequerofrés fosse o do sombrio Hórus Sá, vendo o nome "Sá" como uma forma abreviada de "Sanaquete". Disto, Wolfgang Helck afirma que o nome Nisute-Biti de Nequerofrés era Uenegue. O rei Uenegue, no entanto, é amplamente considerado como tendo governado durante a II dinastia, e a teoria de Helck foi saudada com ceticismo.
O nome de Nequerofrés já foi lido como "Hene Nequete" por egiptólogos como Ernest Wallis Budge. Hoje, essa leitura não está mais em uso; a leitura atualizada é "Sanaquete" ou (raramente) "Naquete-Sá".

## Tumba

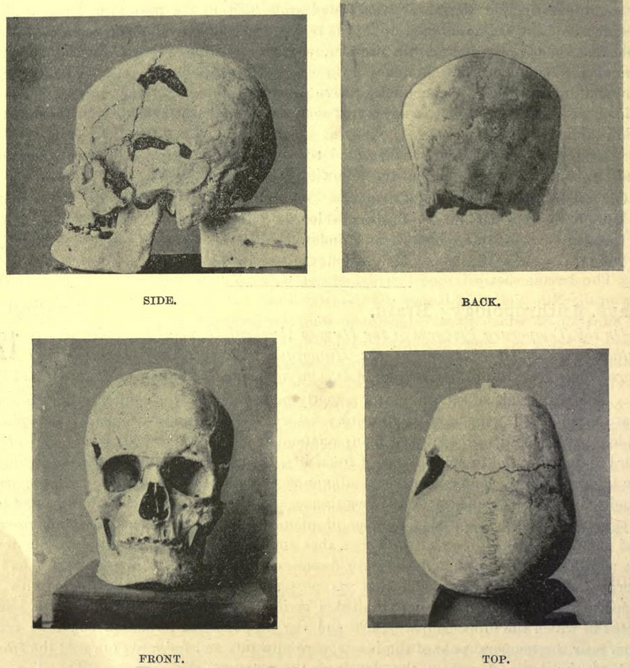
Possível crânio do faraó Nequerofrés de mastaba K2 em Beite Calafe

A localização da tumba de Nequerofrés não é conhecida com certeza. Por muito tempo, pensou-se que a tumba de Nequerofrés era o grande mastaba K2 em Beite Calafe, pois as escavações lá renderam fragmentos de relevo com seu nome. No entanto, alguns egiptólogos agora consideram esta mastaba como o sepultamento de um alto funcionário, príncipe ou rainha, e não de um faraó,  enquanto outros continuam a apoiar a primeira hipótese.
Na mastaba foram encontrados os restos mortais de um homem com mais de 1,87 m (1,6 in) de altura. De acordo com Charles S. Myers, essa estatura era consideravelmente mais alta do que a média de 1,67 m (5,48 ft). Dos egípcios pré-históricos e posteriores. O crânio do espécime era muito grande e espaçoso. Embora seu índice craniano fosse incomumente largo e quase braquicefálico, as proporções de seus ossos longos foram adaptadas tropicamente como as da maioria dos outros antigos egípcios; especialmente aqueles do período pré-dinástico. Suas características cranianas gerais, no entanto, eram mais próximas das dos crânios egípcios do período dinástico.
Consequentemente, a mastaba foi associada a uma anedota relatada por Manetão na qual conta sobre um rei tardio da II dinastia, chamado Sesócris, que descreve como sendo particularmente alto. O egiptólogo Wolfgang Helck propôs outra hipótese; a saber, a tumba de Nequerofrés é uma estrutura inacabada a oeste da pirâmide de Joser.
Embora o caso de Nequerofrés frequentemente apareça na literatura médica como um caso potencial de doença hipofisária, há muitos anos não existe um consenso definitivo sobre se se tratava de acromegalia ou gigantismo. Em 2017, o paleopatologista Francesco M. Galassi e o egiptólogo Michael E. Habicht, do Instituto de Medicina Evolutiva da Universidade de Zurique, coordenaram uma equipe internacional de pesquisadores para reavaliar este caso. A conclusão deles foi que os supostos restos mortais de Nequerofrés são claramente o caso mais antigo conhecido de gigantismo no mundo.